# Dara Torres
Dara Grace Torres (nacida el 15 de abril de 1967) es una nadadora estadounidense. Torres es la primera nadadora estadounidense en competir  en cinco olimpiadas: 1984, 1988, 1992, 2000 y 2008. En estos últimos, Juegos Olímpicos de Pekín, Torres compitió en 50 metros libres y en los relevos de 4×100 libres y estilos, en los que ganó tres medallas de plata.
En toda su carrera deportiva Torres ha ganado doce medallas olímpicas (cuatro de oro, cuatro de plata y cuatro de bronce). Ganó cinco de ellas en los Juegos Olímpicos de Sídney 2000, ocho años después de haberse retirado. En ese momento, con 33 años, era el miembro de mayor edad del Equipo de Natación de los Estados Unidos. Ha conseguido obtener, como mínimo, una medalla en cada una de las cinco olimpíadas en las que ha participado.
El 1 de agosto de 2007, a los 40 años (15 meses después de dar a luz a su primera hija), obtuvo la medalla de oro en los 100 libres en el Campeonato Nacional de Natación en Indianápolis, la número 14 en esta competición. El 4 de agosto superó su propio récord nacional de los 50 libres, 13 años después de haberlo batido con 27 años.

## Medallas olímpicas
1984 Los Ángeles

Oro - Femenino 4 × 100 m estilo libre de relevo

Seúl 1988 

Plata - Femenino 4 × 100 m estilo de relevo

Bronce - Femenino 4 × 100 m estilo libre de relevo

Barcelona 1992

Oro- Femenino 4 × 100 m estilo libre de relevo

Sídney 2000 

Oro -Femenino 4 × 100 m estilo libre de relevo

Oro - Femenino 4 × 100 m relevo

Bronce - Femenino 50 m estilo libre

Bronce - Femenino 100 m estilo libre

Bronce - Femenino 100 m mariposa

Pekín 2008

Plata - Femenino 4 × 100 m estilo libre de relevo

Plata - Femenino 50 m estilo libre

Plata - Femenino 4 × 100 m relevo

## Carrera
Torres creció en Los Ángeles donde asistió al instituto para chicas de Westlake  (ahora Harvard-Westlake School). Nadaba bajo las órdenes de Darlene Bible, e impuso el récord de la Federación Interescolar de California, vigente en la actualidad. En su adolescencia, durante los años 80, Torres nadaba para Mission Viejo, en Mission Viejo, California, con Mark Shubert como entrenador. Éste también la preparo para los Juegos Olímpicos de Pekín 2008.

## Antes de su carrera
Torres ha trabajado en la televisión como reportera y anunciadora de cadenas estadounidenses como la NBC, ESPN, TNT, OLN y Fox News Channel. Actualmente ella es la presentadora de un show de golf llamado The Clubhouse, en Resort Sports Network. Torres también modeló para Sports Illustrated Swimsuit Issue en 1994.

## Juegos Olímpicos de Pekín 2008
A la edad de 41, Dara Torres regresó a la piscina para obtener su quinta medalla olímpica, algo sin precedentes para un nadador estadounidense femenino. De hecho, Torres es la primera mujer en natación de la historia de los Juegos Olímpicos en pasar los 40 años. El récord estadounidense en esa categoría es de 53.39 segundos. Su carrera olímpica abarca 24 años. El 5 de julio de 2008 ella calificó para las finales en los 50 metros estilo libre que fueron hechos el 6 de julio de 2008. En esa semifinal, ella rompió el récord estadounidense a un tiempo de 24.38 segundos. En las finales del 6 de julio de 2008 ella volvió a romper ese récord por novena vez, poniéndolo en 24.25 segundos ganándose el lugar para los 50 metros femeninos en estilo libre para los Juegos Olímpicos.
El 30 de julio de 2008, en los entrenamientos del Equipo Nacional de Natación de Estados Unidos en Singapúr, Torres, junto con  Amanda Beard y Natalie Coughlin fueron seleccionadas capitanas del equipo Olímpico Femenino de Estados Unidos.
Torres ganó una medalla de plata el 10 de agosto de 2008, en los Juegos Olímpicos de 2008 en Pekín en los 4×100 metros de estilo libre de relevo femenino (la quinta vez en cinco intentos que ha ganado una medalla olímpica en este evento).
A la edad de 41 años y 125 días, Torres ganó otra medalla de plata en los 50 metros libres femenino el 17 de agosto de 2008 en un tiempo de 24.07, 0.01 segundos por detrás de la ganadora alemana, Britta Steffen. Alrededor de 35 minutos después, Torres volvió a ganar otra medalla de plata como parte del equipo estadounidense de natación de los 4×100 metros de relevo.
| Competencia en los Juegos Olímpicos de Pekín | Competencia en los Juegos Olímpicos de Pekín | Competencia en los Juegos Olímpicos de Pekín | Competencia en los Juegos Olímpicos de Pekín |
| Medallas: 3 (0 oro, 3 plata, 0 bronce)       | Medallas: 3 (0 oro, 3 plata, 0 bronce)       | Medallas: 3 (0 oro, 3 plata, 0 bronce)       | Medallas: 3 (0 oro, 3 plata, 0 bronce)       |
| -------------------------------------------- | -------------------------------------------- | -------------------------------------------- | -------------------------------------------- |
| Fecha                                        | Competencia                                  | Tiempo final                                 | Lugar                                        |
| 9 de agosto                                  | 4×100 m estilo libre de relevo               | 3:43.33                                      | 2.º                                          |
| 16 de agosto                                 | 50 m estilo libre                            | 24.07                                        | 2.º                                          |
| 16 de agosto                                 | 4×100 m relevo                               | 3:53.30                                      | 2.º                                          |

## Vida personal
Torres nació en Júpiter (Florida). Torres creció en Beverly Hills (California) la quinta de seis hijos y la mayor de dos mujeres. A la edad de 7, Torres empezó a seguir a sus hermanos en las prácticas de natación en la Y.M.C.A local y después ingresó en el equipo de Natación de Culver City. Durante su undécimo grado en la secundaria, Torres se mudó a Mission Viejo, California y en 1985 se graduó de la Universidad de Florida. En Florida, Torres ganó 28 premios de Natación Estadounidense de la N.C.A.A., el máximo número de premios durante una carrera universitaria.